# فغان‌لی
فغان‌لی (ترکی آذربایجانی: Fuğanlı یا Fuqanlı) یک منطقهٔ مسکونی در جمهوری آرتساخ است که در استان هادروت واقع شده‌است.